# Jeevanandam Amalanathan
Jeevanandam Amalanathan (ur. 2 kwietnia 1963 w Michaelpatti) – indyjski duchowny rzymskokatolicki, biskup Kumbakonam od 2024.

## Życiorys
Święcenia kapłańskie otrzymał 6 maja 1990 i został inkardynowany do diecezji Kumbakonam. Był m.in. prefektem w niższym seminarium, wykładowcą seminarium w Ćennaju, rektorem bazyliki w Poondi oraz wikariuszem generalnym diecezji.
13 stycznia 2024 papież Franciszek mianował go biskupem diecezjalnym Kumbakonam. Sakry udzielił mu 11 lutego 2024 arcybiskup Francis Kalist.